# Świnki (film)

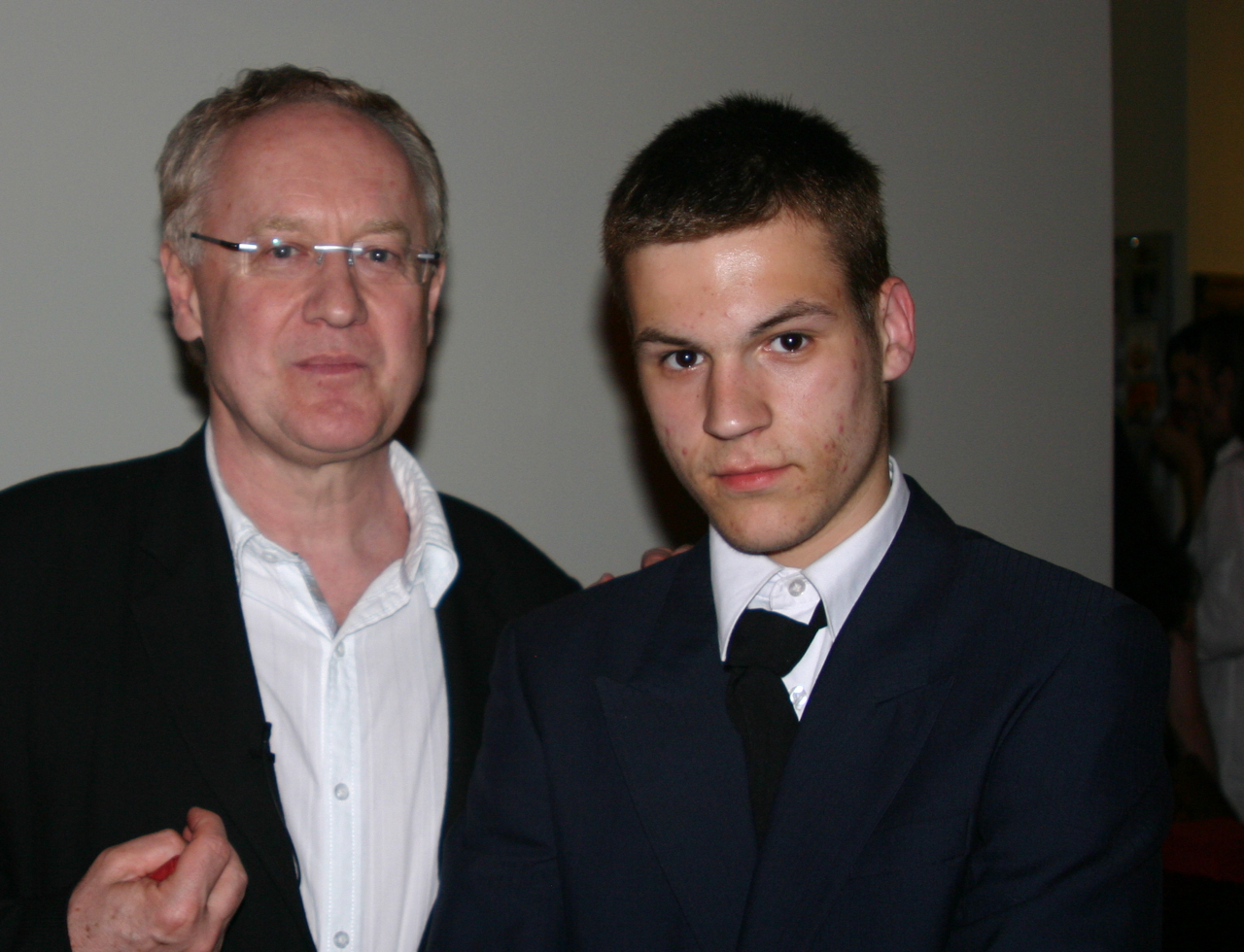
Reżyser filmu Robert Gliński i aktor Daniel Furmaniak, podczas prezentacji filmu w Halle w Kino am Zoo.

Świnki (niem. Ich, Tomek) – polsko-niemiecki dramat filmowy z 2009 roku w reżyserii Roberta Glińskiego.

## Opis fabuły
Tomek, szesnastoletni chłopak, poznaje tajemnicę swojego szkolnego kolegi, Ciemnego. On i kilku innych chłopców sprzedają się za pieniądze niemieckim mężczyznom. Aby spełnić różne zachcianki swojej dziewczyny, Marty, Tomek próbuje pracować, by zdobyć pieniądze. Staje się gwiazdą nocnych wyjazdów do Niemiec. Po brutalnym gwałcie, którego pada ofiarą, Tomek sam zaczyna organizować Niemcom młodych chłopców. Jeden z nich, Ciemny, umiera. Tomek dokonuje zemsty – zabija gwałciciela.

## Obsada
- Filip Garbacz − Tomek
- Anna Kulej − Marta
- Daniel Furmaniak − Łukasz "Ciemny"
- Rolf Hoppe − nauczyciel Karl Weber
- Dorota Wierzbicka − matka Tomka
- Bogdan Koca − ojciec Tomka
- Katarzyna Pyszyńska − siostra Tomka
- Tomasz Tyndyk − Borys
- Heiko Raulin − Max
- Wolfgang Boos − pierwszy klient
- Marek Kalita − ksiądz
- Marcin Sitek − Arek
- Piotr Jagielski − Antek
- Ewelina Bogdanowicz − Baśka
- Paul Gäbler − Vincent
- Axel Wandtke − oficer policji
- Janusz Chabior − pan Andrzej
- Dorota Ignatjew − matka "Ciemnego"
- Anna Kózka − Kaśka
- Roman Leus − bramkarz
- Konrad Kujawski − strażnik
- Mariusz Puchalski − właściciel straganu
- Mariusz Hrabski − klient Antka
- Aleksandra Ołdziejewska − dziewczyna
- Ewa Kosińska − dziewczyna
- Patryk Gajewski − chłopiec
- Paweł Brenneis − chłopiec
- Sebastian Brakało − kierowca Borysa
- Wadim Kostiuk − chłopiec akrobata
- Adrian Kościów − chłopiec akrobata
- Mirosław Kropielnicki − właściciel straganu
- Daria Kuźnicka − małolata